# غراهام وليامز (لاعب اتحاد الرغبي)
غراهام وليامز (بالإنجليزية: Graham Williams)‏ هو لاعب اتحاد الرغبي نيوزيلندي، ولد في 26 يناير 1945 في ويلينغتون في نيوزيلندا، وتوفي في 25 يناير 2018.